# Saint Jacques… Pilgern auf Französisch
Saint Jacques… Pilgern auf Französisch (Originaltitel: Saint-Jacques … La Mecque) ist eine französische Filmkomödie von Regisseurin Coline Serreau aus dem Jahr 2005. Sie handelt von der über 1500 km langen Wallfahrt dreier Geschwister nach Santiago de Compostela.

## Handlung
Drei Geschwister, die illusionslose Lehrerin Clara, der Alkoholiker Claude und der Workaholic Pierre, erfahren nach dem Tod ihrer Mutter, dass deren beträchtliches Erbe an karitative Einrichtungen fällt, wenn sie nicht innerhalb von fünf Monaten gemeinsam zu Fuß die Pilgerfahrt von Le Puy-en-Velay nach Santiago de Compostela, den sogenannten Jakobsweg, antreten. Unter lautem Protest entschließen sich die drei untereinander schwer zerstrittenen Geschwister zur Teilnahme.
Zu ihrer Wandergruppe Chemin Faisant um den Reiseleiter Guy gehören noch die von einer Chemotherapie genesende Mathilde, die Abiturientinnen Elsa und Camille, der junge Muslim Saïd sowie dessen unbedarfter Cousin Ramzi, der sich auf dem Weg nach Mekka wähnt. Saïd hofft, seiner Angebeteten Camille näherzukommen. Das Geld für die Reise hat er sich von Ramzis Mutter unter dem Vorwand einer Pilgerfahrt nach Mekka erschlichen, die dazu verhelfen solle, dass der Analphabet Ramzi endlich Lesen und Schreiben lernt.
Nach zunächst bis ins Handgreifliche ausartenden Reibereien auf dem insgesamt zwei Monate dauernden Fußmarsch zum Grab des Apostels Jakobus finden die Pilger langsam zueinander. Auch das Verhältnis der drei Geschwister untereinander verbessert sich. An der spanischen Grenze offenbart ihnen Guy, dass sie, auch ohne die restliche Strecke absolviert zu haben, nunmehr ihr Erbe antreten können. Doch gemeinsam folgen sie ihrer Reisegruppe durch Spanien bis in die Kathedrale von Santiago de Compostela. Clara erteilt Ramzi Unterricht in Lesen und Schreiben, Saïd und Camille kommen sich näher, am Ende auch Guy und Mathilde, die während der Pilgerschaft mit Claude zusammen war. Das Glück über die Ankunft am Ziel wird nur dadurch getrübt, dass Ramzi in Santiago vom Tod seiner Mutter erfährt.
Zurück in Frankreich werden Clara (die Ramzi in ihre Familie aufgenommen hat), Claude und Pierre von einem Notar auf ein weitläufiges Anwesen geführt. Glücklich und zufrieden beobachtet eine greise Frau – anscheinend die Gestalt ihrer Mutter – von einem Fenster des Hauses aus heimlich die drei wieder vereinten Geschwister.

## Analyse
Religiöse Aspekte des Pilgerns kommen kaum zum Tragen […]. Pilgern bietet einen Freiraum, der in Alltagsdistanz bringt und gruppendynamische Prozesse ermöglicht. – Detlef Lienau in: Pilgern im Spielfilm

## Synchronisation
| Rolle    | Darsteller             | Deutscher Sprecher |
| -------- | ---------------------- | ------------------ |
| Clara    | Muriel Robin           | Katja Nottke       |
| Pierre   | Artus de Penguern      | Frank-Otto Schenk  |
| Claude   | Jean-Pierre Darroussin | Peter Reinhardt    |
| Guy      | Pascal Légitimus       | Stefan Gossler     |
| Mathilde | Marie Brunel           |                    |
| Camille  | Marie Kremer           | Maria Koschny      |
| Elsa     | Flore Vannier-Moreau   |                    |
| Ramzi    | Aymen Saïdi            |                    |
| Saïd     | Nicolas Cazalé         | Julien Haggége     |

## Auszeichnungen
César
- 2006: Nominierung in der Kategorie Bester Nachwuchsdarsteller für Aymen Saïdi

## Kritiken
„Die Wallfahrt als Reise zu sich selbst in Form eines langsamen Roadmovies. Die warmherzige Geschichte ist vorhersehbar, unterhält aber dennoch auf sanft-sympathische Weise.“

„Coline Serreau hat Legende und Wirklichkeit der seit einigen Jahren wieder aufgeflammten Wanderlust zum Grab des Apostels Jakobus zu einer einfühlsamen Komödie verwoben. Unter dem liebevollen Blick der Regisseurin entwickelt sich das gemächlich, zu Fuß voranstolpernde Roadmovie wie selbstverständlich zu einer Art Allegorie auf die moderne Gesellschaft.“

„Ganz Deutschland im Jakobsweg-Fieber! Klar, dass ein Spielfilm zum selben Thema plötzlich wie die Faust aufs Auge passte. Um so schöner, dass es sich bei dieser Ausgrabung nicht um ein esoterisch versponnenes Roadmovie handelt, mit dem der Verleih einen schnellen Euro machen will. Im Gegenteil: ‚Saint Jacques … Pilgern auf Französisch‘ ist eine hinreißende Komödie, und es wäre dem Film zu wünschen, dass man demnächst öfter zu hören bekommt: Ich bin dann mal weg – und zwar im Kino. Vielleicht auch von Ihnen, lieber Hape Kerkeling. Denn diese Wanderung ist für den Zuschauer eine Erfahrung, die das Herz erwärmt und der Seele guttut. Ganz ohne Blasen.“

„Fazit: Trotz vorhersehbarer Handlung und eines überraschungsarmen Endes, ein sympathischer, mit schrulligen Charakteren ausstaffierter Film über die Kraft der Überwindung, Motivation und menschliches Miteinander.“